# Colobothea seminalis
Colobothea seminalis là một loài bọ cánh cứng trong họ Cerambycidae.